# Paula Hawkins
Paula Hawkins, z domu Paula Fickes (ur. 24 stycznia 1927, zm. 3 grudnia 2009) – amerykańska polityk, działaczka Partii Republikańskiej ze stanu Floryda.

## Życiorys
Urodzona w Salt Lake City, stolicy stanu Utah uczęszczała do szkół publicznych w rodzinnym Salt Lake City, Richmond (w Utah) oraz Atlancie w Georgii. Ukończyła Utah State University, gdzie studiowała w latach 1944-1947.
Jej kariera publiczna rozpoczęła się od zasiadania we Florida Public Service Commission (1972-1979). Następnie była członkiem następujących organizacji i organów:
- Wiceprezes Air Florida (1979-1980)
- Dyrektor Rady Nadzorczej Rural Telephone Bank (1972-1978)
- Członkini Prezydenckiej Komisji ds. Stypendiów Białego Domu (President’s Commission on White House Fellowships) w 1975
- Zasiadała też w Federal Energy Administration Consumer Affairs/Special Impact Advisory Committee (1974-1976)

W roku 1978 została kandydatką na wicegubernatora Florydy u boku ubiegającego się o fotel gubernatora Jacka Eckerda, ale przegrali z kandydatami demokratów Bobem Grahamem i Wayne’em Mixsonem.
W listopadzie 1980 roku wygrała wybory do Senatu Stanów Zjednoczonych jako kandydatka republikanów, pokonując urzędującego przedstawiciela Partii Demokratycznej Richarda B. Stone’a. Objęła urząd już dnia 1 stycznia 1981, z uwagi na wcześniejszą rezygnację Stone’a (normalnie kadencja Kongresu zaczyna się 3 stycznia).
W 1986 ubiegała się o ponowny wybór, ale została pokonana przez demokratycznego gubernatora Grahama. Po zakończeniu jej kadencji w styczniu 1987 wycofała się z działalności politycznej i zamieszkała w Winter Park. Paula Hawkins była praktykującą mormonką. Była też pierwszą kobietą wybrany na tak wysoki urząd przez mieszkańców Florydy.